# Пери Мејсон (ТВ серија из 2020)
Пери Мејсон (енгл. Perry Mason) америчка је телевизијска серија коју су створили Ролин Џоунс и Рон Фицџералд за HBO. Темељи се на истоименом лику Ерла Стенлија Гарднера. Насловну улогу тумачи Метју Рис, а премијера је приказана 21. јуна 2020. године.
У јулу 2020. HBO је обновио серију за другу сезону. У априлу 2021. објављено је да су Џоунс и Фицџералд напустили серију, а да су на њихово место шоуранера дошли Џек Амијел и Мајкл Беглер. Премијера друге сезоне приказана је 6. марта 2023. године. Обе сезоне су добиле углавном позитивне критике, уз похвале за кинематографију, продукцију и чланове глумачке поставе, посебно Риса.

## Радња
Серија се усредсређује на причу о пореклу чувеног браниоца Перија Мејсона. Године 1932. Лос Анђелес просперира док се остатак САД опоравља од стиска Велике кризе. Приватни детектив Пери Мејсон бори се са траумом од Првог светског рата и разводом. Ангажован је за сензационално суђење за отмицу деце, а истрага доводи до великих последица по њега, људе којима је окружен и локалне вође.

## Улоге
| Глумац           | Улога           |
| ---------------- | --------------- |
| Метју Рис        | Пери Мејсон     |
| Џулијет Рајланс  | Дела Стрит      |
| Крис Чок         | Пол Дрејк       |
| Шеј Вигам        | Пит Стрикланд   |
| Татјана Маслани  | Алис Макиган    |
| Џон Литгоу       | Е. Б. Џонатан   |
| Џастин Кирк      | Хамилтон Бергер |
| Дијара Килпатрик | Клара Дрејк     |
| Ерик Ланг        | Џин Холкомб     |
| Кетрин Вотерстон | Џини Ејмс       |

## Епизоде
| Сезона | Сезона | Епизоде | Епизоде | Оригинално емитовање | Оригинално емитовање |
| Сезона | Сезона | Епизоде | Епизоде | Премијера            | Финале               |
| ------ | ------ | ------- | ------- | -------------------- | -------------------- |
|        | 1.     | 8       | 8       | 21. јун 2020.        | 9. август 2020.      |
|        | 2.     | 8       | 8       | 6. март 2023.        | 24. април 2023.      |

### 1. сезона (2020)
| Бр. еп. (укупно) | Бр. еп. (у сезони) | Наслов           | Редитељ             | Сценариста                                  | Премијера                        | Гледаност у САД (милиони) |
| ---------------- | ------------------ | ---------------- | ------------------- | ------------------------------------------- | -------------------------------- | ------------------------- |
| 1                | 1                  | Прво поглавље    | Тим Ван Патен       | Ролин Џоунс и Рон Фицџералд                 | 21. јун 2020. 22. јун 2020.      | 0,884                     |
| 2                | 2                  | Друго поглавље   | Тим ван Патен       | Ролин Џоунс и Рон Фицџералд                 | 28. јун 2020. 29. јун 2020.      | 0,799                     |
| 3                | 3                  | Треће поглавље   | Тим ван Патен       | Ролин Џоунс и Рон Фицџералд                 | 5. јул 2020. 6. јул 2020.        | 0,950                     |
| 4                | 4                  | Четврто поглавље | Денис Гамзе Ергувен | Стивен Хана и Сара Кели Каплан              | 12. јул 2020. 13. јул 2020.      | 0,711                     |
| 5                | 5                  | Пето поглавље    | Дениз Гамзе Ергувен | Еленор Берџес                               | 19. јул 2020. 20. јул 2020.      | 0,884                     |
| 6                | 6                  | Шесто поглавље   | Дениз Гамзе Ергувен | Кевин Џ. Хајнс                              | 26. јул 2020. 27. јул 2020.      | 0,959                     |
| 7                | 7                  | Седмо поглавље   | Тим ван Патен       | Хауард Кордер                               | 2. август 2020. 3. август 2020.  | 1,038                     |
| 8                | 8                  | Осмо поглавље    | Тим ван Патен       | Ролин Џоунс, Рон Фицџералд и Кевин Џ. Хајнс | 9. август 2020. 10. август 2020. | 1,115                     |

### 2. сезона (2023)
| Бр. еп. (укупно) | Бр. еп. (у сезони) | Наслов              | Редитељ           | Сценариста                   | Премијера                       | Гледаност у САД (милиони) |
| ---------------- | ------------------ | ------------------- | ----------------- | ---------------------------- | ------------------------------- | ------------------------- |
| 9                | 1                  | Девето поглавље     | Фернандо Коимбра  | Џек Амијел и Мајкл Беглер    | 6. март 2023. 7. март 2023.     | 0,372                     |
| 10               | 2                  | Десето поглавље     | Фернандо Коимбра  | Џек Амијел и Мајкл Беглер    | 13. март 2023. 14. март 2023.   | N/A                       |
| 11               | 3                  | Једанаесто поглавље | Џесика Лаури      | Џек Амијел и Мајкл Беглер    | 20. март 2023. 21. март 2023.   | N/A                       |
| 12               | 4                  | Дванаесто поглавље  | Џесика Лаури      | Џек Амијел и Мајкл Беглер    | 27. март 2023. 28. март 2023.   | N/A                       |
| 13               | 5                  | Тринаесто поглавље  | Маријали Ривас    | Нико Гутијерез Ковнер        | 3. април 2023. 4. април 2023.   | N/A                       |
| 14               | 6                  | Четрнаесто поглавље | Маријали Ривас    | Елизабет Бакса               | 10. април 2023. 11. април 2023. | N/A                       |
| 15               | 7                  | Петнаесто поглавље  | Нина Лопез Корадо | Маурисио Кац и Педро Пеирано | 17. април 2023. 18. април 2023. | N/A                       |
| 16               | 8                  | Шеснаесто поглавље  | Нина Лопез Корадо | Мајкл Беглер                 | 24. април 2023. 25. април 2023. | N/A                       |